# Ceilán en los Juegos Olímpicos de Múnich 1972
Ceilán (actualmente Sri Lanka) estuvo representado en los Juegos Olímpicos de Múnich 1972 por cuatro deportistas masculinos que compitieron en dos deportes.
El portador de la bandera en la ceremonia de apertura fue el atleta Lucien Rosa. El equipo olímpico no obtuvo ninguna medalla en estos Juegos.